# يورغن كروجر
يورغن كروجر (بالألمانية: Jürgen Kröger)‏ (و. 1856 – 1928 م) هو مهندس معماري من ألمانيا . ولد في Haale, Germany .
توفي في Aukrug .

## معرض صور

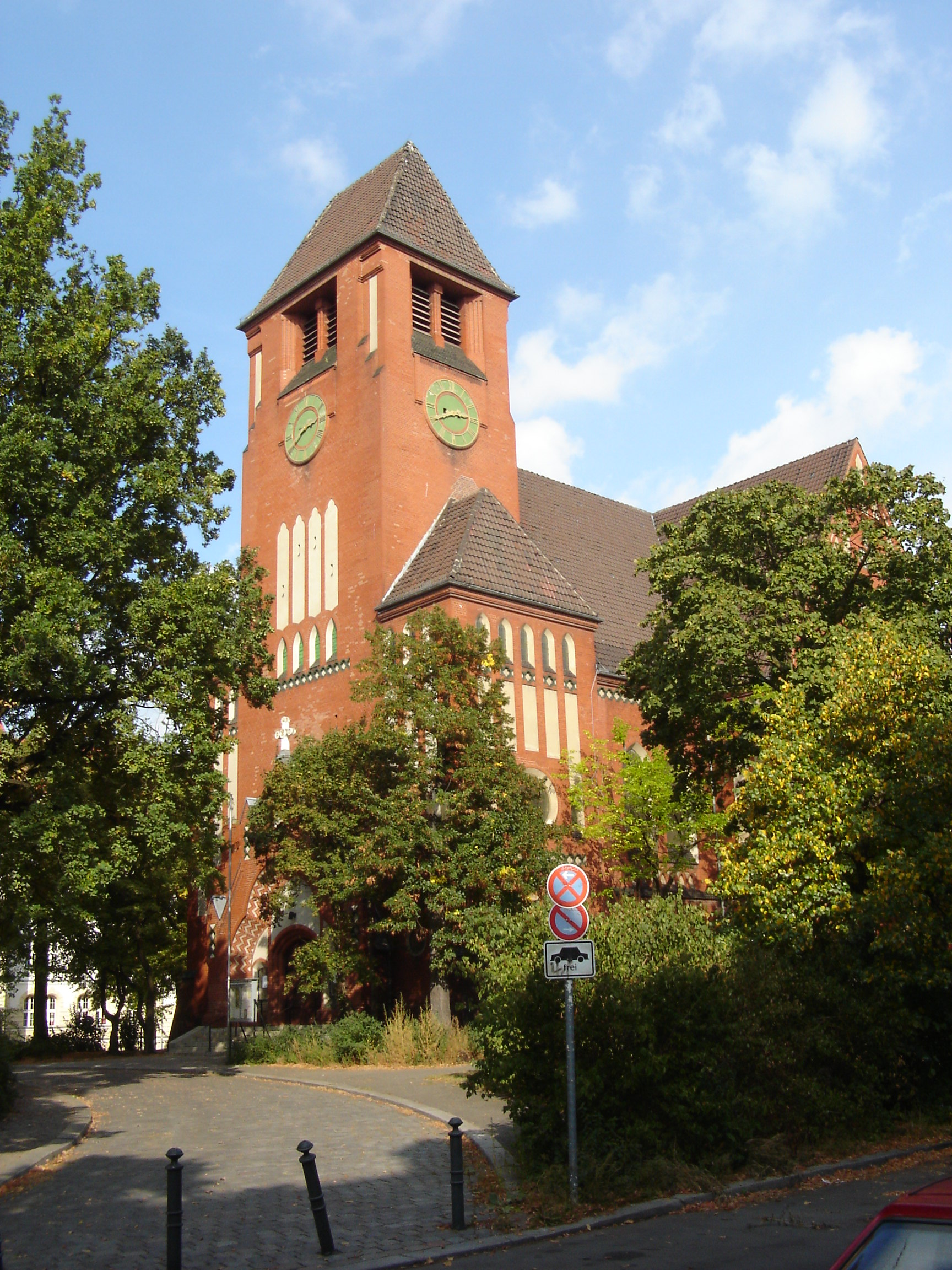
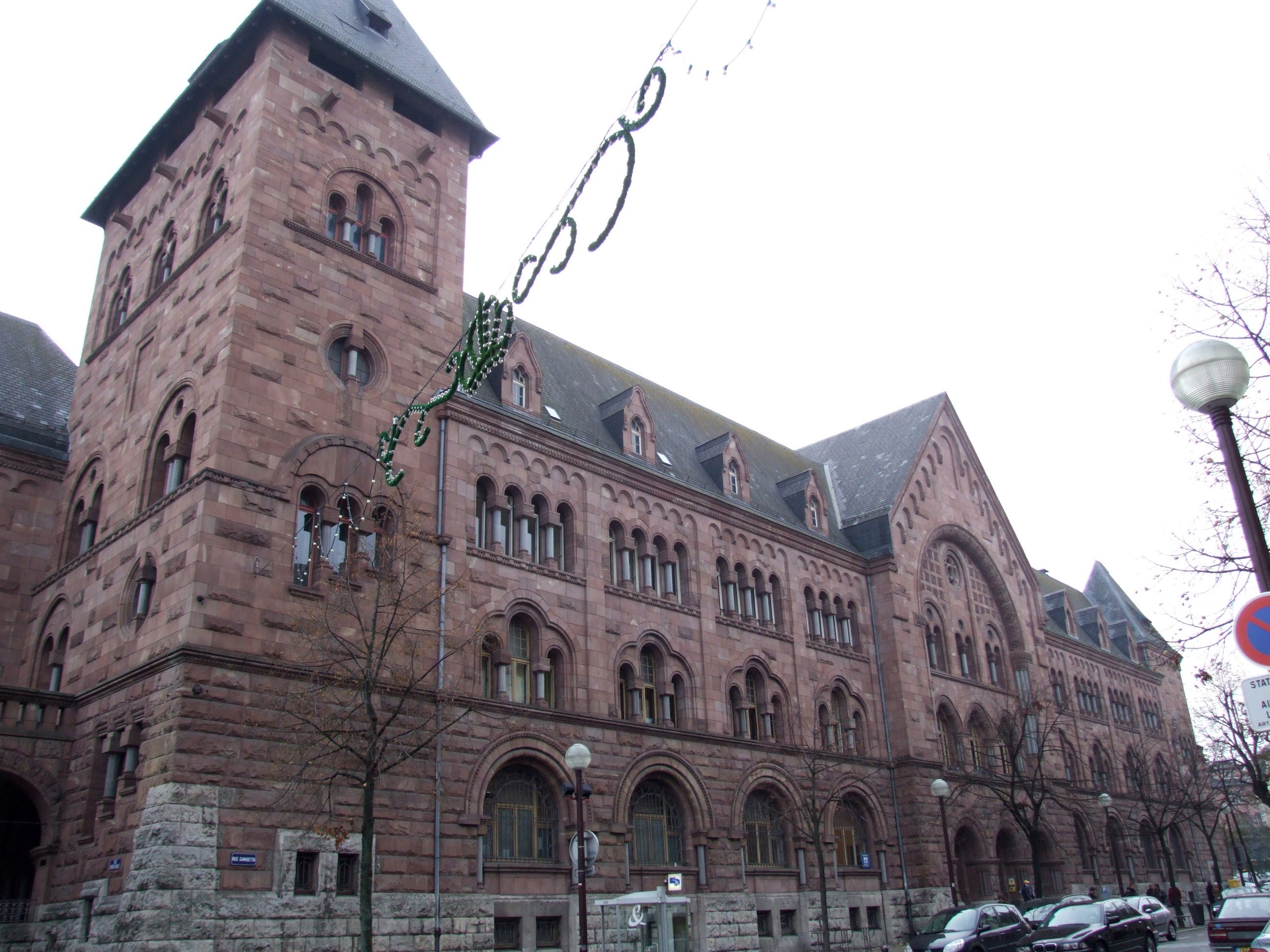
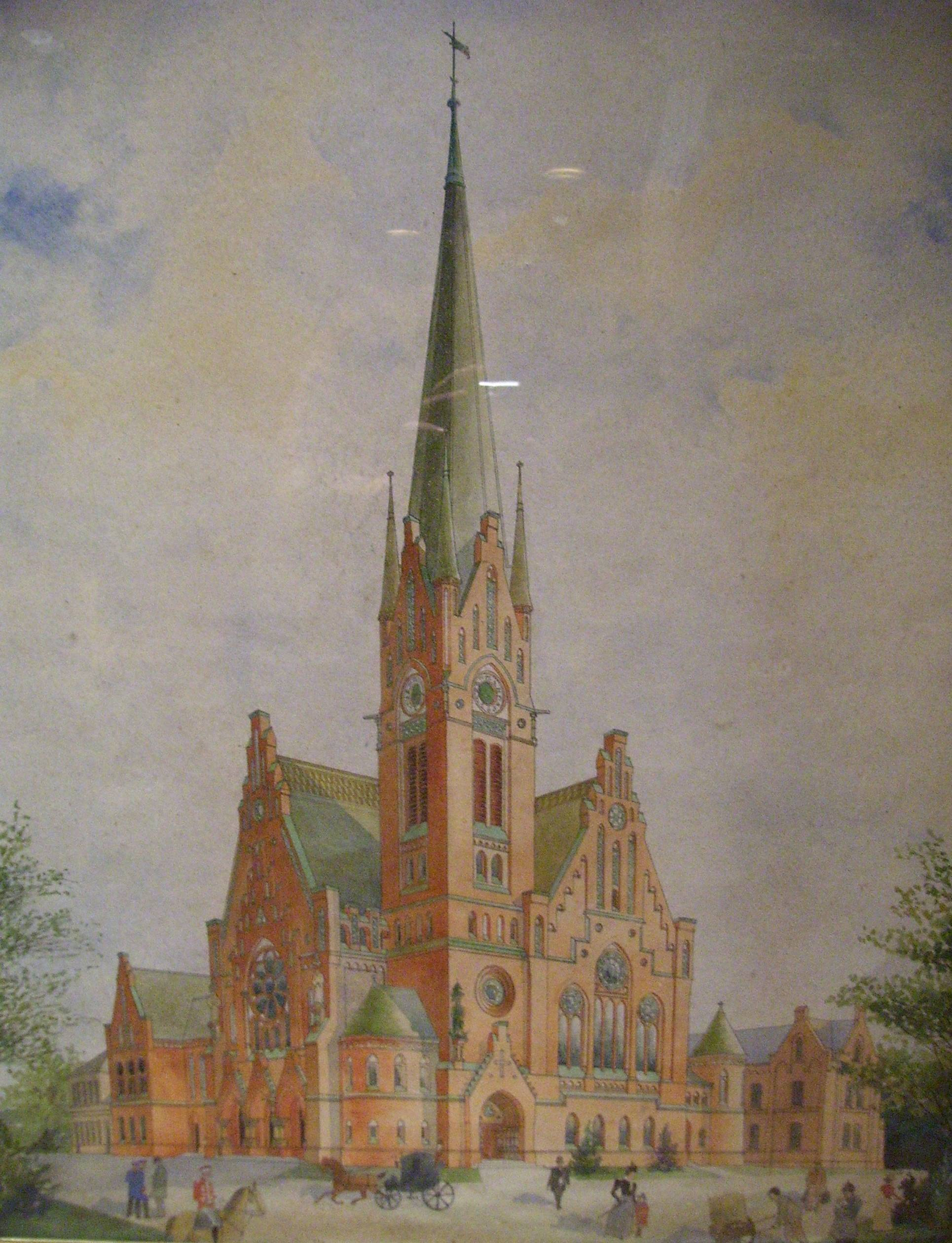
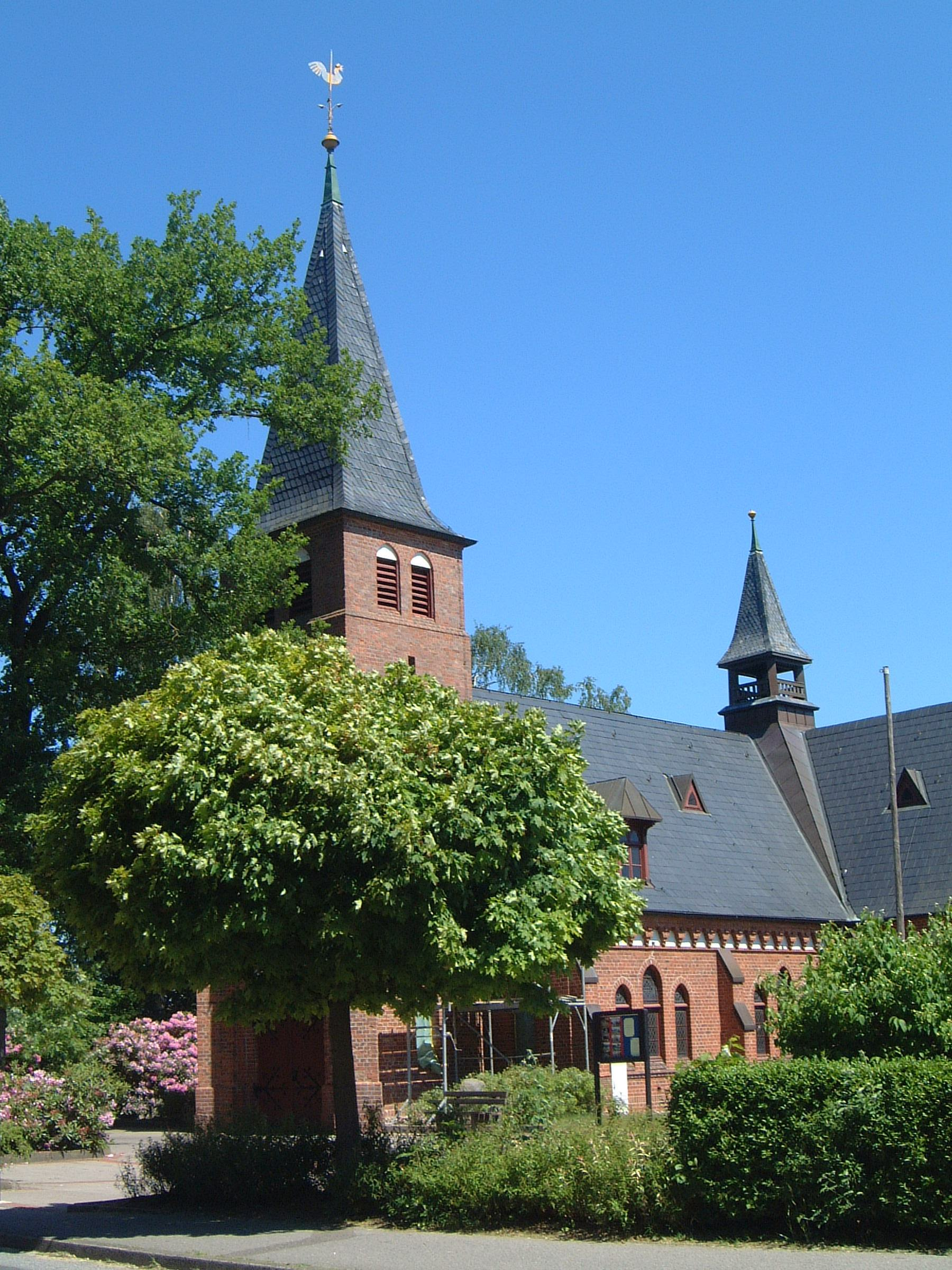
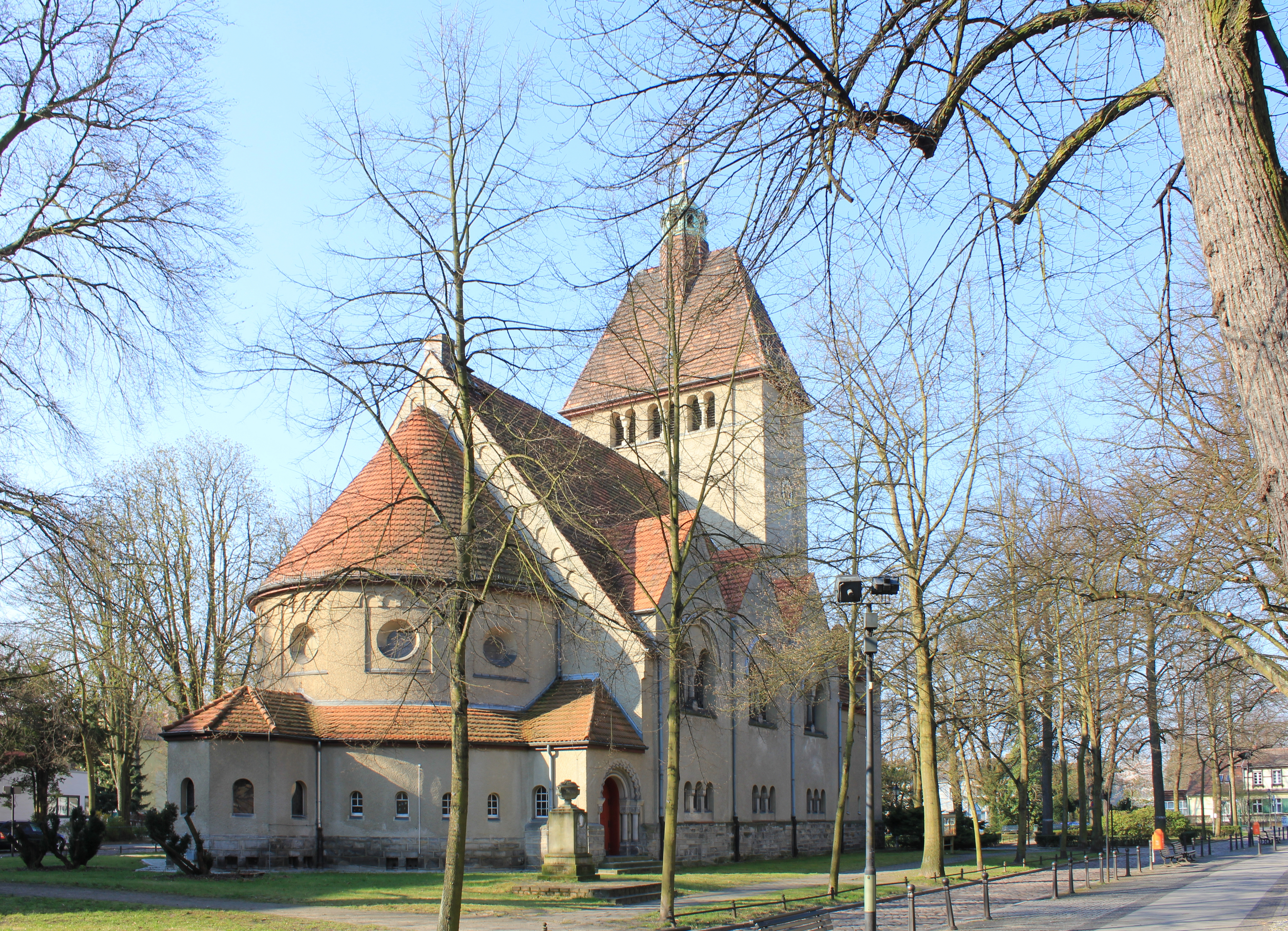
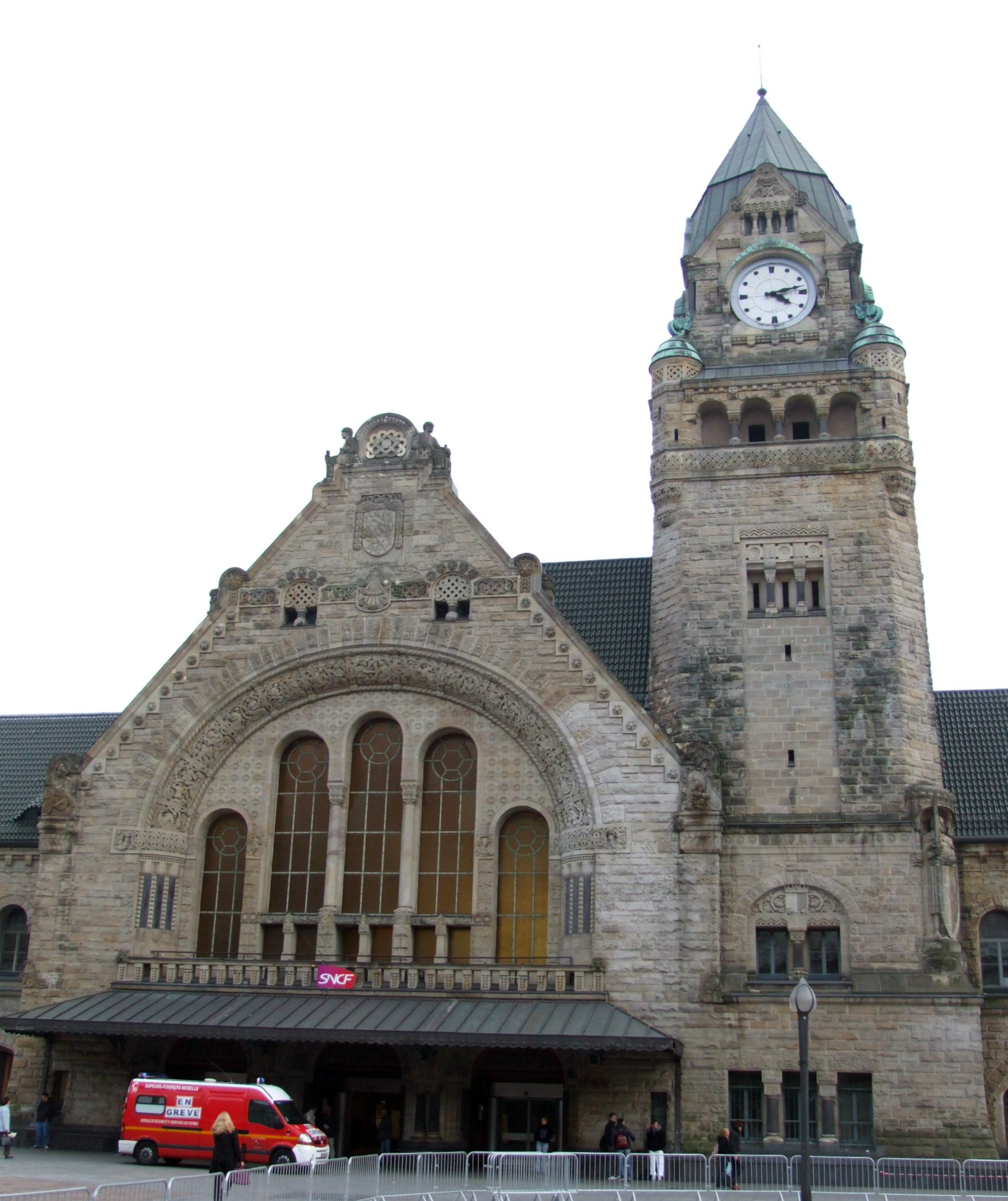